# União das Freguesias de Sago, Lordelo e Parada
Die União das Freguesias de Sago, Lordelo e Parada ist eine portugiesische Gemeinde (Freguesia) im Kreis (Concelho) Monção im Nordwesten Portugals.

## Geschichte
Die Gemeinde entstand im Zuge der Gebietsreform vom 29. September 2013 durch die Zusammenlegung der ehemaligen Gemeinden Sago, Lordelo und Parada. Sago wurde Sitz der neuen Verwaltung.

## Demographie
| Freguesia | Freguesia              | Freguesia | Freguesia       | ehemalige Freguesias | ehemalige Freguesias | ehemalige Freguesias | ehemalige Freguesias |
| --------- | ---------------------- | --------- | --------------- | -------------------- | -------------------- | -------------------- | -------------------- |
| Wappen    | Freguesia              | Einwohner | Fläche in (km²) | Wappen               | Freguesia            | Einwohner            | Fläche in (km²)      |
|           | Sago, Lordelo e Parada | 381       | 8,33            |                      | Sago                 | 223                  | 3,14                 |
|           | Sago, Lordelo e Parada | 381       | 8,33            | Lordelo              | 116                  | 3,97                 |                      |
|           | Sago, Lordelo e Parada | 381       | 8,33            | Parada               | 109                  | 1,22                 |                      |